# 稲美町立天満小学校
稲美町立天満小学校（いなみちょうりつ てんましょうがっこう）は、兵庫県加古郡稲美町にある公立小学校。

## 沿革
- 1873年 - 勤成小学校・章魚小学校・双寿小学校・迪明小学校が創立
- 1874年 - 章魚小学校・杜安小学校が創立
- 1884年 - 杜安小学校が創立
- 1887年 - 4月 国岡尋常小学校、国岡簡易小学校が創立
- 1891年 - 7月 国岡尋常小学校と国岡簡易小学校が統合し、天満尋常小学校が創立
- 1892年 - 6月 天満村立天満尋常小学校と改称
- 1912年 - 4月 天満村立天満尋常高等小学校と改称
- 1941年 - 4月 天満村立天満国民学校と改称
- 1947年 - 4月 天満村立天満小学校と改称
- 1955年 - 3月 現名称である稲美町立天満小学校へ改称
- 1978年 - 12月 給食調理室竣工
- 1981年 - 3月 管理棟竣工
- 1991年 - 11月 創立100周年記念式
- 1994年 - 2月 コンピューター室整備
- 1998年 - 8月 北校舎東耐震、改修工事完了

## 通学区域
- 中村 （天満南小学校の区域を除く）、北山（加古小学校の区域を除く）、中一色、国安の一部、国岡（天満東小学校の区域を除く）、加古の一部[1]
- 卒業生は基本的に稲美町立稲美北中学校へ進学する

## 交通
- 自動車
  - JR土山駅から県道384号で北に約5キロメートル、14分
  - JR東加古川駅から県道381号で東に約4キロメートル、11分
- 路線バス
  - JR土山駅から神姫バスで約12分、天満小学校バス停下車 北西に徒歩約3分(230メートル）

## 通学区域が隣接している学校
- 稲美町立加古小学校
- 稲美町立母里小学校
- 稲美町立天満東小学校
- 稲美町立天満南小学校
- 加古川市立平岡北小学校
- 加古川市立野口北小学校
- 加古川市立神野小学校